# Hans-Jürgen Brandt
Hans-Jürgen Brandt (* 7. Oktober 1918 in Hamburg; † 13. Januar 2003 in Berlin)
war ein bekannter Pneumologieprofessor und -forscher. Er gilt als einer der Pioniere der Entwicklung von der Phthisiologie zur modernen Pneumologie.

## Leben
Brandt lebte ab 1924 in Berlin. Er begann 1937 ein Studium der Medizin und machte  medizinische Erfahrungen im Sanitätsdienst während des Zweiten Weltkriegs. Er begann dann als wissenschaftlicher Assistent in der II. Medizinischen Klinik der Charité, wo er gastroskopieren und laparoskopieren lernte.
1949 wechselte er in die (am 1. April 1947 gegründete) Landes-Tuberkuloseklinik Heckeshorn.
Dort führte er zahlreiche Bronchoskopien und Thorakoskopien durch.
Als charakteristisch für seine Pionierleistung gilt die Einführung der Thorakoskopie, die zuvor in der Kollapstherapie der Tuberkulose Anwendung fand, als ein diagnostisches Verfahren, das er bei einem großen Spektrum von pleuro-pulmonalen Erkrankungen nutzte.
1983 fasste er als Erstautor seine jahrzehntelang in Heckeshorn gemachten Erfahrungen im Atlas der diagnostischen Thorakoskopie zusammen.
Dieses Buch wurde 1984 ins Englische übersetzt und machte ihn international bekannt.
Brandt galt als manuell geschickt und technisch interessiert. Er entwickelte neue Instrumente für die Bronchoskopie in Allgemeinnarkose und für die diagnostische Thorakoskopie. Er erkannte frühzeitig den Wert der Zytodiagnostik-Untersuchung und führte sie in die klinische Routine ein. Schon 1955 beschrieb er (bis heute aktuellen) Biopsietechniken der transbronchialen und perthorakalen Nadelaspirationen in Heinz Grunzes grundlegendem Buch Klinische Zytologie bei Thoraxkrankheiten.
1958 berichtete er über die intrabronchiale Strahlentherapie mit Kobaltperlen bei Patienten mit Bronchialkarzinom.
1983 führte er als Erster die kombinierte endobronchiale Behandlung mittels Laserkoagulation und Hochdosis-Iridium-192-Brachytherapie durch.

## Ehrungen (Auswahl)
- Verdienstkreuz Erster Klasse des Verdienstordens der Bundesrepublik Deutschland (1987)
- Ehrenmitglied der Deutschen Gesellschaft für Pneumologie
- internationale Ehrung 1994 durch eine „Honorary Lecture“ beim Weltkongress der Bronchologie in München
- „Congress Chairman Award“ der European Respiratory Society in Berlin 1997
- Ehrenmitglied der Berliner Gesellschaft der „Freunde der hebräischen Universität Jerusalem“

## Quelle
- Robert Loddenkemper: Nachruf Prof. Dr. Hans-Jürgen Brandt[3]